# Сан-Юрях (река, впадает в Восточно-Сибирское море)
Сан-Юрях — река в Усть-Янском и Аллаиховском улусах Якутии (Россия). Длина реки — 303 км, площадь водосборного бассейна составляет 2840 км².
Начинается на восточном склоне горы Урюнг-Хастах, течёт в восточном направлении по частично заболоченной тундре. Сильно меандрирует, в пойме реки расположено большое количество озёр. В низовьях соединяется протокой с текущей параллельно ей рекой Кюэнехтях. Впадает в Омуляхскую губу Восточно-Сибирского моря. Скорость течения воды 0,3 м/с в верхнем течении и 0,1 м/с в приустьевой части. Ширина реки выше устья Илистой равна 290 метрам, глубина — 2 метрам.

## Притоки
Перечислены именованные объекты по порядку от устья к истоку.
- 5,6 км: Илистая[5] (лв)
- 150 км: Чахма[4] (лв)
- 211 км: Кюэнехтях-Юрях[4] (пр)
- 269 км: Куччугуй-Сан-Юрях[2] (пр)

## Данные водного реестра
По данным государственного водного реестра России относится к Ленскому бассейновому округу, речной бассейн — Индигирка, водохозяйственный участок — реки бассейна Восточно-Сибирского моря от мыса Святой Нос на западе до границы бассейна реки Индигирки на востоке.
Код объекта в государственном водном реестре — 18050000512117700032771.